# Manifest I van De Stijl

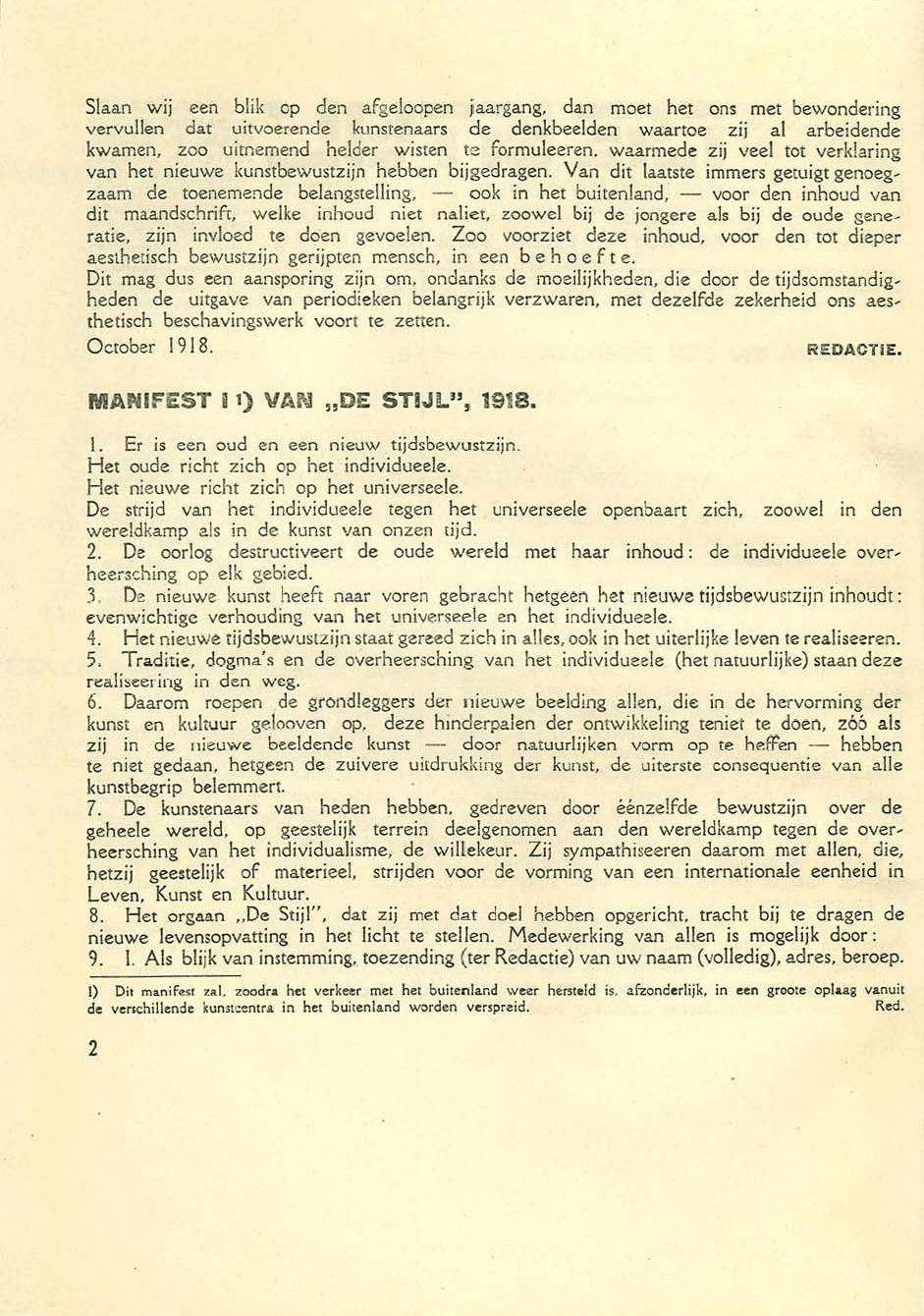
De Stijl, november 1918, p. 2.

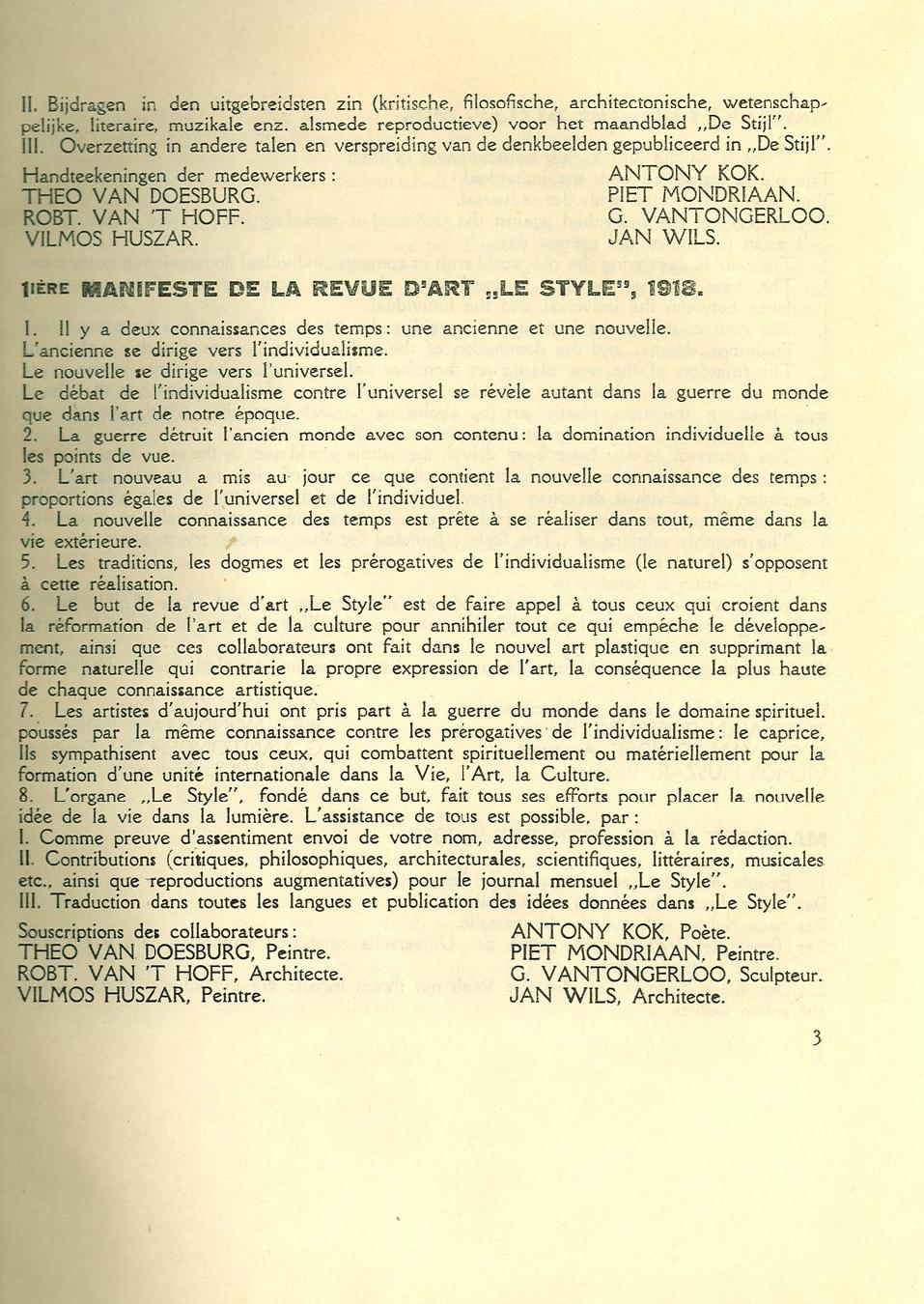
De Stijl, november 1918, p. 3.

Manifest I van De Stijl is het eerste manifest van kunstbeweging De Stijl. Het werd in november 1918 gepubliceerd in het gelijknamige tijdschrift en is geschreven door Theo van Doesburg en Piet Mondriaan.

## Aanleiding en doel
Het manifest verscheen in het eerste nummer van de tweede jaargang van De Stijl. Dit nummer viel samen met het einde van de Eerste Wereldoorlog. Het manifest verscheen in vier talen: Nederlands, Frans, Engels en Duits. Met het manifest wilde De Stijl zichzelf een rol geven op een internationaal speelvlak na de oorlog. Net als veel andere avant gardestromingen zag De Stijl de oorlog als vernietiger van het "oude" om plaats te maken voor het "nieuwe". Het "oude" was het individuele, het "nieuwe" het universele. De oorlog had de overheersing van het individuele vernietigd. Voorspeld werd dat de kunst voor een nieuw "tijdsbewustzijn" zou zorgen en de "evenwichtige verhouding van het universeele en het individueele" zou herstellen. Het manifest eindigt heel praktisch met een oproep aan andere kunstenaars om "als blijk van instemming" naam en beroep en eventuele bijdragen en vertalingen voor De Stijl op te sturen. In een noot schrijft Van Doesburg nog, dat – "zoodra het verkeer met het buitenland weer hersteld is" – het manifest "afzonderlijk in een groote oplaag vanuit de verschillende kunstcentra in het buitenland" zal worden verspreid.
Het idee om het manifest in grote hoeveelheden te verspreiden had Van Doesburg waarschijnlijk afgekeken van één van de vele futuristische manifesten van Filippo Marinetti. Anders dan Marinetti had Van Doesburg echter niet de financiële middelen om dit ook echt uit te voeren. Ook de inhoud van het manifest met zijn activistische toon en genummerde speerpunten is ontleend aan de futuristen. De toon is echter minder agressief en meer praktisch. Van Doesburg en Mondriaan moeten hebben gedacht dat de manifest-vorm de beste manier was om zich op een internationaal publiek te richten.

## Geschiedenis en auteurschap
Van het manifest hebben twee versies bestaan: een concept-versie door Theo van Doesburg en een door Piet Mondriaan geredigeerde versie, die uiteindelijk in De Stijl is afgedrukt. Uit fragmentarisch bewaarde correspondentie blijkt dat Van Doesburg zijn versie waarschijnlijk eind juni 1918 schreef. Vervolgens liet hij deze circuleren onder de leden van De Stijl. Na Robert van 't Hoff en Bart van der Leck kreeg Mondriaan het in handen. Hij schreef Van Doesburg begin juli dat hij het wel wilde ondertekenen, maar in een andere vorm. Hij kreeg toestemming van Van Doesburg om het te aan te passen en op 9 juli stuurde Mondraan hem twee enveloppen met het geredigeerde manifest. Deze versie circuleerde vervolgens onder alle leden van De Stijl. Toen Van Doesburg het rond 14 oktober naar de drukker zond, hadden alle leden het ondertekend, behalve Bart van der Leck en J.J.P. Oud. In een brief aan Antony Kok geschreven op 8 december 1918 suggereert Van Doesburg dat dit komt omdat beiden "het niet met den inhoud eens waren" en dat Ouds aanstelling als architect bij de Gemeentelijke Woningdienst van Rotterdam "wel eenige invloed" hierop schijnt te hebben gehad.

## Gevolgen
Het manifest had vrij snel effect. Als eerste reageerde begin 1919 Mario Broglio, redacteur van het Italiaanse tijdschrift Valori Plastici. Daarna ontstond een jarenlange samenwerking met De Stijl. Ook kreeg Van Doesburg op die manier in 1919 voor het eerst een paar dadaïstische tijdschriften onder ogen. Het dadaïsme gebruikte hij vanaf 1920 voor zijn abstracte poëzie onder pseudoniem I.K. Bonset.